# Odsherredsbanan
Odsherredsbanan (danska: Odsherredsbanen, tidigare Odsherreds Jernbane), är en icke elektrifierad normalspårig järnvägslinje på halvön Odsherred på Sjælland, mellan Holbæk och Nykøbing Sjælland i Danmark. 
Den 49,2 kilometer enkelspåriga Odsherredsbanen öppnades 1899 och drivs från 2015 av järnvägsbolaget Lokaltog. Rullande materiel är Adtranz IC2 och Alstom Coradia Lint 41.